# نماکولین (پنسیلوانیا)
نماکولین (به انگلیسی: Nemacolin) یک منطقهٔ مسکونی در ایالات متحده آمریکا است که در پنسیلوانیا واقع شده‌است. نماکولین ۹۳۷ نفر جمعیت دارد.